# Philip Yorke, I conte di Hardwicke
Philip Yorke, I conte di Hardwicke (Dover, 1º dicembre 1690 – Londra, 6 marzo 1764), è stato un politico inglese.

## Biografia
Era il figlio di Philip Yorke (?-18 giugno 1721), un avvocato di Dover, e di sua moglie, Elizabeth Gibbon, figlia di Richard Gibbon, discendente dello storico Edward Gibbon. Fu educato a Bethnal Green, amministrata da Samuel Morland, un anticonformista.

## Carriera
All'età di 16 anni entrò a far parte dell'ufficio del procuratore Charles Salkeld a Holborn, Londra. Nel 1716 stabilì la sua reputazione come avvocato capitale in un caso in cui era implicata la famiglia di Robert Walpole. Nel 1719, grazie l'influenza di Macclesfield con il duca di Newcastle, Philip rappresentò Lewes in parlamento e, in seguito, venne nominato procuratore generale.

### Procuratore generale
L'accusa di Christopher Layer di tradimento come un giacobita, sollevò la reputazione di Yorke come oratore forense, e nel 1723 attraversò la Camera dei Comuni con il disegno di legge contro Francis Atterbury.
Lord Hardwicke viene ricordato anche come uno dei due autori che disse il suo parere sulla schiavitù Yorke-Talbot.

### Governo Walpole
Nel 1733 venne nominato Lord Chief Justice, con il titolo di Lord Hardwicke, e prestò giuramento del Consiglio privato, e nel 1737 succedette a Lord Talbot come Lord Cancelliere, diventando così un membro del gabinetto di Walpole. Uno dei suoi primi atti ufficiali è stato quello di privare al poeta James Thomson di un piccolo ufficio conferitogli da Talbot.

### Camera dei Lord
Nel 1738 respinse la mozione di Carteret per ridurre l'esercito, e le risoluzioni ostili alla Spagna per la vicenda del capitano Jenkins.

### Governo Wilmington
Esercitò un'influenza di primo piano durante il governo Wilmington, e quando Wilmington morì, nell'agosto del 1743, fu Hardwicke che propose Henry Pelham per la carica vacante contro le pretese di Pulteney.
In caso di assenza del re, egli ricopriva la carica di capo del consiglio di reggenza. Sostenne la riforma di Chesterfield, relativa al disegno di legge per legalizzare la naturalizzazione degli ebrei in Inghilterra e alla Marriage Act, che divenne la base della successiva legislazione.

### Governo Newcastle
Alla morte di Pelham nel 1754, Yorke ottenne per Newcastle la carica di primo ministro, e come ricompensa fu creato conte di Hardwicke e visconte Royston, e quando nel novembre 1756 Newcastle si dimise, Yorke si ritirò anche lui. Giocò un ruolo nel negoziare la coalizione tra Newcastle e Pitt nel 1757, quando accettò un posto nel gabinetto di Pitt.

## Matrimonio
Sposò, il 16 maggio 1719, Margaret Cocks (1695-10 settembre 1761), figlia di Charles Cocks e Mary Somers. Ebbero sette figli:
- Philip Yorke, II conte di Hardwicke (9 dicembre 1720-16 maggio 1790);
- Sir Charles (30 dicembre 1722-20 gennaio 1770);
- Joseph Yorke, I barone di Dover (24 giugno 1724-2 dicembre 1792);
- Lady Elizabeth (1725-1º giugno 1760), sposò George Anson, non ebbero figli;
- Sir John (27 agosto 1728-4 settembre 1801), sposò Elizabeth Lygon, ebbero una figlia;
- Sir James (9 marzo 1730-26 agosto 1808), sposò Mary Madocks, ebbero due figli;
- Lady Margaret (21 marzo 1733-10 agosto 1769), sposò Gilbert Heathcote, III Baronetto, non ebbero figli.

## Morte
Morì il 6 marzo 1764 a Londra.